# Новое Место
Но́вое Ме́сто — село (с 1781 по 1925 г. — город) в Новозыбковском районе Брянской области. Входит в состав Шеломовского сельского поселения.

## История
Впервые упоминается в 1560 году как существующее село (под названием Тростань). На рубеже XVI—XVII вв. запустело (в 1625 упоминается как селище Тростанское); возобновилось около 1640 как владение К.Фаща (под названием Старая Тростань); позднее во владении Рубцов, с 1720 — Ивана Голембиовского, с 1735 — Семёна Галецкого.
В 1 половине XVII века недалеко от Старой Тростани возникло селение Новая Тростань (ныне — деревня Тростань Новозыбковского района), а за Старой Тростанью со временем утвердилось название Засу́ха, использовавшееся вплоть до преобразования в уездный город.
16 (27) сентября 1781 года, в связи с образованием Новоместского уезда, бывшее село Засуха получило статус города и современное наименование (Новое Место), а в 1782 году был утвержден герб города:
«Шесть золотых ульев, поставленные пирамидально один на другом, окруженные золотыми пчелами в зеленом поле, означающим великое изобилие оными, от которых страна сия и набогащается».
В 1808 году центр Новоместского уезда был перенесён в город Новозыбков, в связи с чем уезд стал называться Новозыбковским, а бывший уездный город Новое Место стал заштатным (безуездным) городом Черниговской губернии.
В 1865 году был создан новый проект герба, соответствующий геральдическим правилам 1857 года, разработанным Бернгардом Кёне:
Зелёный щит, разделённый золотым крестом, сопровождаемым 4 золотыми пчёлами с червлёными усами и лапами. В вольной части — герб Черниговской губернии. Щит увенчан червлёной стенчатой короной и окружён золотыми колосьями, соединёнными Александровской лентой.
Сведения об использовании или утверждении этого варианта герба отсутствуют.
6 июня 1925 года Новое Место определено селом, с 1929 года входит в Новозыбковский район. До 2005 года являлось центром Новоместского сельсовета.

## Население
| 2010 | 2013 |
| ---- | ---- |
| 400  | ↗408 |

## Достопримечательности
Возвышенность близ села (на правом берегу Ипути) является единственным в Брянской области остатком доледникового рельефа, где выходят на поверхность пески третичной геологической системы. Месторождение мела.

## О Новоместской сотне
Во многих историко-краеведческих трудах встречается ошибочное утверждение, что Новое Место до 1781 года являлось центром Новоместской сотни Стародубского полка. Однако никаких документальных свидетельств этому не приводится; такое заключение делается авторами лишь из сходства наименований и территориальной близости Новоместской сотни и Новоместского уезда. В действительности же, до 1781 года нынешнее село Новое Место называлось Засу́ха и входило в состав Топальской сотни Стародубского полка. Правление же Новоместской сотни располагалось в полковом городе Стародубе.